# KMix
KMix – wielofunkcyjny mini mikser KDE. Jest częścią kdemultimedia.
Program umożliwia sterowanie wejściem oraz wyjściem karty dźwiękowej. Pozwala również na wybór źródła nagrywania muzyki. 

## Funkcje programu
- zmiana głośności, wyciszanie urządzeń
- ukrywanie urządzeń
- przeglądanie każdej z kart dźwiękowych w osobnej zakładce